# Luka Đorđević
Luka Đorđević (in serbo Луkа Đорđэвиć?; Budua, 9 luglio 1994) è un calciatore montenegrino, attaccante del So'g'diyona.

## Carriera

### Club

#### Mogren
Cresciuto nelle giovanili del Mogren il 30 aprile 2011, a 16 anni, esordisce in Prva liga subentrando al 72' della sfida Mogren-Dečić 4-1 a Demir Ramović; colleziona anche un'altra presenza (7 maggio Mogren-Zeta 2-0) nella sua prima stagione da calciatore professionista.
Il 19 luglio 2011, in occasione di Liteks Loveč-Mogren 3-0, gioca la sua prima partita da titolare e la prima di UEFA Champions League.
La stagione 2011-2012 lo vede in campo in 24 partite di Prva liga, di cui 14 dall'inizio, riuscendo a raggiungere anche la doppia cifra nelle marcature in Campionato (10 gol): la prima rete la mette a segno il 6 agosto 2011 nella sfida vinta per 5 a 1 contro il Dečić; la decima invece il 28 aprile 2012 nella vittoria per 1 a 0 ai danni del Petrovac

#### Zenit ed il prestito al Twente
Il 1º luglio 2012 viene acquistato a titolo definitivo dalla squadra russa dello Zenit San Pietroburgo; l'esordio avviene l'11 agosto seguente, nella sfida di Prem'er-Liga Zenit-Spartak Mosca 5-0, sostituendo all'83º minuto Maksim Kanunnikov. Conclude la sua prima stagione lontano dal Montenegro con 7 presenze in Campionato, 2 in Kubok Rossii ed una in UEFA Champions League.
Il 6 agosto 2013, dopo un'altra partita giocata in Campionato, viene ceduto in prestito al Twente con il quale esordisce in Eredivisie il 25 agosto nella sfida Vitesse-Twente 1-0 subentrando al 57' a Shadrach Eghan. L'esordio dal primo minuto avviene invece il 26 settembre seguente nella gara di KNVB beker Heerenveen-Twente 3-0. La stagione lo vede impiegato per 15 volte in campo ma Luka non riesce a mettere a segno alcun gol.

#### Sampdoria
Il 1º settembre 2014 si trasferisce a titolo temporaneo con diritto di riscatto alla Sampdoria; il giocatore sceglie di indossare la maglia numero 27. Si aggrega alla prima squadra (con la quale disputa gli allenamenti settimanali) venendo però convocato nel weekend dalla formazione Primavera per disputare le partite di Campionato. Il 4 dicembre 2014 esordisce in blucerchiato nella partita di Coppa Italia Sampdoria-Brescia 2-0, subentrando al 66' a Manolo Gabbiadini.
Il 18 gennaio 2015 a Parma esordisce in Serie A subentrando nei minuti di recupero della sfida vinta 2 a 0 dalla Samp; tre giorni dopo viene schierato invece nella formazione titolare blucerchiata che gioca l'Ottavo di finale di Coppa Italia contro l'Inter. Il 10 maggio 2015 durante Udinese-Samp 1-4 subentra al 56º a Samuel Eto'o e nei primi 7 minuti giocati sfiora per ben due occasioni la rete del possibile 2 a 0 servendo poi al 63' l'assist per il gol di Roberto Soriano.
Il 24 maggio disputa la sua prima partita da titolare con la maglia della Sampdoria alla 37ª giornata contro l'Empoli.

#### Ponferradina e ritorno allo Zenit
Nella stagione 2015-2016 milita nel Ponferradina, squadra di seconda divisione spagnola. Colleziona in totale 26 presenze e 4 gol.
Nell'estate 2016 rientra allo Zenit.

### Nazionale

#### Nazionali minori
Dopo aver giocato 9 partite con 3 gol nella Under-19 del Montenegro, il 6 settembre 2011 esordisce in Under-21 in occasione della partita, valevole per le qualificazioni all'Europeo 2013, contro il Galles vinta per 3 a 1. Il 5 marzo 2014 a Dublino sigla il suo primo gol in Under-21 nella partita vinta per 2 a 1 contro l'Irlanda; la sua prima tripletta in carriera è datata invece 4 settembre 2014 nella partita valida per le qualificazioni all'Europeo 2015 Romania-Montenegro 4-3.

#### Nazionali maggiore
L'11 settembre 2012 debutta con la nazionale maggiore giocando dal primo minuto e siglando la rete che sblocca il risultato della partita valida per le qualificazioni al Mondiale 2014 San Marino-Montenegro 0-6.

## Statistiche

### Presenze e reti nei club
| Stagione            | Squadra               | Campionato          | Campionato | Campionato | Coppa nazionali | Coppa nazionali | Coppa nazionali | Coppe continentali | Coppe continentali | Coppe continentali | Altre coppe | Altre coppe | Altre coppe | Totale | Totale |
| Stagione            | Squadra               | Comp                | Pres       | Reti       | Comp            | Pres            | Reti            | Comp               | Pres               | Reti               | Pres        | Comp        | Pres        | Pres   | Reti   |
| ------------------- | --------------------- | ------------------- | ---------- | ---------- | --------------- | --------------- | --------------- | ------------------ | ------------------ | ------------------ | ----------- | ----------- | ----------- | ------ | ------ |
| 2010-2011           | Mogren                | PL                  | 2          | 0          | CM              | 0               | 0               | -                  | -                  | -                  | -           | -           | -           | 2      | 0      |
| 2011-2012           | Mogren                | PL                  | 24         | 10         | CM              | 2               | 0               | UCL                | 1                  | 0                  | -           | -           | -           | 27     | 10     |
| Totale Mogren       | Totale Mogren         | Totale Mogren       | 26         | 10         |                 | 2               | 0               |                    | 1                  | 0                  |             | -           | -           | 29     | 10     |
| 2012-2013           | Zenit San Pietroburgo | PL                  | 7          | 0          | KR              | 2               | 0               | UCL                | 1                  | 0                  | -           | -           | -           | 10     | 0      |
| ago. 2013           | Zenit San Pietroburgo | PL                  | 1          | 0          | KR              | 0               | 0               | UEL                | 0                  | 0                  | -           | -           | -           | 1      | 0      |
| 2013-2014           | Twente                | ED                  | 14         | 0          | CO              | 1               | 0               | -                  | -                  | -                  | -           | -           | -           | 15     | 0      |
| set. 2014           | Zenit San Pietroburgo | PL                  | 0          | 0          | KR              | 0               | 0               | UCL                | 0                  | 0                  | -           | -           | -           | 0      | 0      |
| 2014-2015           | Sampdoria             | A                   | 3          | 0          | CI              | 2               | 0               | -                  | -                  | -                  | -           | -           | -           | 5      | 0      |
| 2015-2016           | Ponferradina          | SD                  | 24         | 3          | CR              | 2               | 1               | -                  | -                  | -                  | -           | -           | -           | 26     | 4      |
| 2016-2017           | Zenit San Pietroburgo | PL                  | 10         | 1          | KR              | 1               | 1               | UEL                | 6                  | 1                  | SR          | 1           | 0           | 18     | 3      |
| Totale Zenit        | Totale Zenit          | Totale Zenit        | 17         | 1          |                 | 3               | 1               |                    | 7                  | 1                  |             | 1           | 0           | 28     | 3      |
| 2017-2018           | Arsenal Tula          | PL                  | 22         | 7          | KR              | 1               | 0               | -                  | -                  | -                  | -           | -           | -           | 23     | 7      |
| 2018-2019           | Arsenal Tula          | PL                  | 23         | 7          | KR              | 4               | 2               | -                  | -                  | -                  | -           | -           | -           | 27     | 9      |
| 2019-2020           | Lokomotiv Mosca       | PL                  | 4          | 0          | KR              | 1               | 0               | UCL                | 0                  | 0                  | SR          | 1           | 0           | 6      | 0      |
| 2020-2021           | Arsenal Tula          | PL                  | 6          | 1          | KR              | 0               | 0               | -                  | -                  | -                  | -           | -           | -           | 6      | 1      |
| Totale Arsenal Tula | Totale Arsenal Tula   | Totale Arsenal Tula | 51         | 15         |                 | 5               | 2               |                    | -                  | -                  |             | -           | -           | 56     | 17     |
| Totale carriera     | Totale carriera       | Totale carriera     | 156        | 29         |                 | 16              | 4               |                    | 8                  | 1                  |             | 2           | 0           | 182    | 34     |

### Cronologia presenze e reti in nazionale
| Cronologia completa delle presenze e delle reti in nazionale ― Montenegro | Cronologia completa delle presenze e delle reti in nazionale ― Montenegro | Cronologia completa delle presenze e delle reti in nazionale ― Montenegro | Cronologia completa delle presenze e delle reti in nazionale ― Montenegro | Cronologia completa delle presenze e delle reti in nazionale ― Montenegro | Cronologia completa delle presenze e delle reti in nazionale ― Montenegro | Cronologia completa delle presenze e delle reti in nazionale ― Montenegro | Cronologia completa delle presenze e delle reti in nazionale ― Montenegro |
| Data                                                                      | Città                                                                     | In casa                                                                   | Risultato                                                                 | Ospiti                                                                    | Competizione                                                              | Reti                                                                      | Note                                                                      |
| ------------------------------------------------------------------------- | ------------------------------------------------------------------------- | ------------------------------------------------------------------------- | ------------------------------------------------------------------------- | ------------------------------------------------------------------------- | ------------------------------------------------------------------------- | ------------------------------------------------------------------------- | ------------------------------------------------------------------------- |
| 11-9-2012                                                                 | Serravalle                                                                | San Marino                                                                | 0 – 6                                                                     | Montenegro                                                                | Qual. Mondiali 2014                                                       | 1                                                                         | 66’                                                                       |
| 14-11-2012                                                                | Podgorica                                                                 | Montenegro                                                                | 3 – 0                                                                     | San Marino                                                                | Qual. Mondiali 2014                                                       | -                                                                         | 46’                                                                       |
| 23-5-2014                                                                 | Senec                                                                     | Slovacchia                                                                | 2 – 0                                                                     | Montenegro                                                                | Amichevole                                                                | -                                                                         | 67’                                                                       |
| 26-5-2014                                                                 | Hartberg                                                                  | Montenegro                                                                | 0 – 0                                                                     | Iran                                                                      | Amichevole                                                                | -                                                                         | 70’                                                                       |
| 26-3-2017                                                                 | Podgorica                                                                 | Montenegro                                                                | 1 – 2                                                                     | Polonia                                                                   | Qual. Mondiali 2018                                                       | -                                                                         | 86’                                                                       |
| 4-6-2017                                                                  | Podgorica                                                                 | Montenegro                                                                | 1 – 2                                                                     | Iran                                                                      | Amichevole                                                                | -                                                                         | 71’                                                                       |
| 5-10-2017                                                                 | Podgorica                                                                 | Montenegro                                                                | 0 – 1                                                                     | Danimarca                                                                 | Qual. Mondiali 2018                                                       | -                                                                         | 20’ 66’                                                                   |
| 28-5-2018                                                                 | Zenica                                                                    | Bosnia ed Erzegovina                                                      | 0 – 0                                                                     | Montenegro                                                                | Amichevole                                                                | -                                                                         | 80’                                                                       |
| 2-6-2018                                                                  | Podgorica                                                                 | Montenegro                                                                | 0 – 2                                                                     | Slovenia                                                                  | Amichevole                                                                | -                                                                         | 63’                                                                       |
| 17-11-2018                                                                | Belgrado                                                                  | Serbia                                                                    | 2 – 1                                                                     | Montenegro                                                                | UEFA Nations League 2018-2019 - 1º turno                                  | -                                                                         | 82’                                                                       |
| 20-11-2018                                                                | Podgorica                                                                 | Montenegro                                                                | 0 – 1                                                                     | Romania                                                                   | UEFA Nations League 2018-2019 - 1º turno                                  | -                                                                         | 81’                                                                       |
| Totale                                                                    |                                                                           | Presenze                                                                  | 11                                                                        |                                                                           | Reti                                                                      | 1                                                                         |                                                                           |

| Cronologia completa delle presenze e delle reti in nazionale ― Montenegro under 21 | Cronologia completa delle presenze e delle reti in nazionale ― Montenegro under 21 | Cronologia completa delle presenze e delle reti in nazionale ― Montenegro under 21 | Cronologia completa delle presenze e delle reti in nazionale ― Montenegro under 21 | Cronologia completa delle presenze e delle reti in nazionale ― Montenegro under 21 | Cronologia completa delle presenze e delle reti in nazionale ― Montenegro under 21 | Cronologia completa delle presenze e delle reti in nazionale ― Montenegro under 21 | Cronologia completa delle presenze e delle reti in nazionale ― Montenegro under 21 |
| Data                                                                               | Città                                                                              | In casa                                                                            | Risultato                                                                          | Ospiti                                                                             | Competizione                                                                       | Reti                                                                               | Note                                                                               |
| ---------------------------------------------------------------------------------- | ---------------------------------------------------------------------------------- | ---------------------------------------------------------------------------------- | ---------------------------------------------------------------------------------- | ---------------------------------------------------------------------------------- | ---------------------------------------------------------------------------------- | ---------------------------------------------------------------------------------- | ---------------------------------------------------------------------------------- |
| 6-9-2011                                                                           | Podgorica                                                                          | Montenegro under 21                                                                | 3 – 1                                                                              | Galles under 21                                                                    | Qual. Europeo Under-21 2013                                                        | -                                                                                  | 46’                                                                                |
| 11-11-2011                                                                         | Nikšić                                                                             | Montenegro under 21                                                                | 4 – 0                                                                              | Andorra under 21                                                                   | Qual. Europeo Under-21 2013                                                        | -                                                                                  | 46’                                                                                |
| 29-2-2012                                                                          | Trenčín                                                                            | Slovacchia under 21                                                                | 4 – 1                                                                              | Montenegro under 21                                                                | Amichevole                                                                         | -                                                                                  |                                                                                    |
| 15-8-2012                                                                          | Kiev                                                                               | Slovacchia under 21                                                                | 1 – 1                                                                              | Montenegro under 21                                                                | Amichevole                                                                         | -                                                                                  |                                                                                    |
| 11-6-2013                                                                          | Podgorica                                                                          | Montenegro under 21                                                                | 3 – 0                                                                              | Fær Øer under 21                                                                   | Qual. Europeo Under-21 2015                                                        | -                                                                                  | 79’                                                                                |
| 10-9-2013                                                                          | Podgorica                                                                          | Montenegro under 21                                                                | 3 – 2                                                                              | Romania under 21                                                                   | Qual. Europeo Under-21 2015                                                        | -                                                                                  | 69’                                                                                |
| 11-10-2013                                                                         | Wiesbaden                                                                          | Germania under 21                                                                  | 2 – 0                                                                              | Montenegro under 21                                                                | Qual. Europeo Under-21 2015                                                        | -                                                                                  |                                                                                    |
| 15-11-2013                                                                         | Podgorica                                                                          | Montenegro under 21                                                                | 1 – 1                                                                              | Germania under 21                                                                  | Qual. Europeo Under-21 2015                                                        | -                                                                                  |                                                                                    |
| 19-11-2013                                                                         | Podgorica                                                                          | Montenegro under 21                                                                | 0 – 0                                                                              | Irlanda under 21                                                                   | Qual. Europeo Under-21 2015                                                        | -                                                                                  |                                                                                    |
| 5-3-2014                                                                           | Dublino                                                                            | Irlanda under 21                                                                   | 1 – 2                                                                              | Montenegro under 21                                                                | Qual. Europeo Under-21 2015                                                        | 1                                                                                  | 90+1’                                                                              |
| 4-6-2014                                                                           | Castel di Sangro                                                                   | Italia under 21                                                                    | 4 – 0                                                                              | Montenegro under 21                                                                | Amichevole                                                                         | -                                                                                  | 42’                                                                                |
| 4-9-2014                                                                           | Bucarest                                                                           | Romania under 21                                                                   | 4 – 3                                                                              | Montenegro under 21                                                                | Qual. Europeo Under-21 2015                                                        | 3                                                                                  | 80’                                                                                |
| 9-9-2014                                                                           | Toftir                                                                             | Fær Øer under 21                                                                   | 1 – 0                                                                              | Montenegro under 21                                                                | Qual. Europeo Under-21 2015                                                        | -                                                                                  |                                                                                    |
| 16-11-2014                                                                         | Skopje                                                                             | Macedonia under 21                                                                 | 1 – 0                                                                              | Montenegro under 21                                                                | Amichevole                                                                         | -                                                                                  |                                                                                    |
| 26-3-2015                                                                          | Zagabria                                                                           | Croazia under 21                                                                   | 3 – 1                                                                              | Montenegro under 21                                                                | Amichevole                                                                         | 1                                                                                  |                                                                                    |
| Totale                                                                             |                                                                                    | Presenze                                                                           | 15                                                                                 |                                                                                    | Reti                                                                               | 5                                                                                  |                                                                                    |

## Palmarès

### Club
- Campionato montenegrino: 1

Mogren: 2010-2011
- Supercoppa di Russia: 1

Zenit S. Pietroburgo: 2016

### Individuale
- Giovane promessa montenegrina dell'anno: 2

2012, 2013